# Gynatoma atra
Gynatoma atra är en tvåvingeart som beskrevs av Malloch 1931. Gynatoma atra ingår i släktet Gynatoma och familjen dansflugor. Inga underarter finns listade i Catalogue of Life.